# Ветеринарен асистент
Ветеринарният асистент е лице със средно-специално образование по ветеринарна медицина, което има право да упражнява ветеринарно-медицинска дейност.
Националната класификация на професиите и длъжностите в Република България класифицира ветеринарните асистенти в Клас 3 (Техници и други приложни специалисти), Подклас 32 (Природонаучни техници и свързани със здравното обслужване специалисти), Група 322 (Приложни и асоциирани медицински специалисти), Единична група 3227 (Ветеринарни асистенти), със следните позиции:
- 3227-5001 Ветеринарен ваксинатор 3227
- 3227-5002 Ветеринарен осеменител 3227
- 3227-5003 Ветеринарен фелдшер 3227

Според НКПД ветеринарните асистенти изпълняват профилактични и лечебни ветеринарни дейности; асистират на лекар-ветеринар; консултират по отглеждането на животни.